# Raúl Fortunato Cardoso Maycotte
Raúl Fortunato Cardoso Maycotte (* 1954) ist ein mexikanischer Botschafter.

## Leben
Cardoso Maycotte studierte an der UNAM Rechtswissenschaft.
Er verfügt über einen Master in internationalen Beziehungen vom Instituto de Estudios Sociales in Den Haag. Er trat 1983 in das Unternehmen PEMEX ein, wo er verschiedene Posten besetzte.
Im Juli 1988 wurde in Madrid die Pemex Internacional España gegründet. Ab 2003 war Raúl Fortunato Cardoso Maycotte Generaldirektor von Pemex Internacional España.
Raúl Fortunato Cardoso Maycotte löste Luis Ramírez-Corzo Hernández als Vertreter von Pemex Internacional Espana SA im Aufsichtsrat der Repsol YPF SA ab.
| Vorgänger          | Amt                                                                    | Nachfolger                        |
| ------------------ | ---------------------------------------------------------------------- | --------------------------------- |
| Enrique Buj Flores | Mexikanischer Botschafter in Ankara 2. August 2001 bis 13. August 2003 | Francisco de Paula Castro Reynoso |